# Luxemburg (Iowa)
Luxemburg es una ciudad ubicada en el condado de Dubuque en el estado estadounidense de Iowa. En el Censo de 2010 tenía una población de 240 habitantes y una densidad poblacional de 202,77 personas por km².

## Geografía
Luxemburg se encuentra ubicada en las coordenadas 42°36′14″N 91°4′21″O / 42.60389, -91.07250. Según la Oficina del Censo de los Estados Unidos, Luxemburg tiene una superficie total de 1.18 km², de la cual 1.18 km² corresponden a tierra firme y (0%) 0 km² es agua.

## Demografía
Según el censo de 2010, había 240 personas residiendo en Luxemburg. La densidad de población era de 202,77 hab./km². De los 240 habitantes, Luxemburg estaba compuesto por el 100% blancos, el 0% eran afroamericanos, el 0% eran amerindios, el 0% eran asiáticos, el 0% eran isleños del Pacífico, el 0% eran de otras razas y el 0% pertenecían a dos o más razas. Del total de la población el 1.67% eran hispanos o latinos de cualquier raza.